# Dialecte constitutiu
Un dialecte constitutiu d'una llengua és el que apareix com a resultat de l'evolució in situ d'un altre idioma, o sigui que és un dels dialectes parlats on s'originà un idioma. Aquest terme s'oposa al de dialecte consecutiu.
Els dialectes constitutius del català són el resultat de l'evolució del llatí vulgar en una àrea geogràfica concreta, en el nostre cas la Catalunya Vella, situada a banda i banda del Pirineu. En concret, hi ha el català nord-occidental parlat a l'Alt Urgell i potser Andorra; el català central, parlat des de la Cerdanya fins a Barcelona i l'Empordà, passant per la Catalunya Central; i el català septentrional, parlat al Rosselló, el Conflent i el Vallespir. (El Pallars i la Ribagorça, tot i formar part de la Catalunya Vella i parlar-s'hi el català nord-occidental, potser van incorporar el català tardanament, vers l'any 1000, per la pressió des del comtat d'Urgell. Per tant, és difícil determinar si els parlars pallarès i ribagorçà són un dialecte constitutiu o un dialecte consecutiu.) Els dialectes constitutius del català tenen una forta presència d'element germànic i una molt baixa presència d'element aràbic i mossàrab, que es troba, per contra, als dialectes consecutius.
En algunes llengües, com l'occità i l'italià, tots els seus dialectes són, a grans trets, dialectes constitutius.